# Drepanepteryx calida
Drepanepteryx calida är en insektsart som först beskrevs av Krüger 1922.  Drepanepteryx calida ingår i släktet Drepanepteryx och familjen florsländor. Inga underarter finns listade i Catalogue of Life.